# San Joaquín (Costa Rica)
San Joaquín è un distretto della Costa Rica facente parte del cantone di Flores, nella provincia di Heredia.
San Joaquín comprende 4 rioni (barrios):
- Corazón de Jesús
- Echeverria
- Santa Marta
- Santísima Trinidad